# داریوس مک‌کراری
داریوس مک‌کراری (به انگلیسی: Darius McCrary) (زاده ۱ مهٔ ۱۹۷۶) بازیگر آمریکایی است.
از فیلم‌های معروف او می‌توان به بازی در فیلم ۱۵ دقیقه اشاره کرد.